# Chafe
Chafe è una città della Repubblica Federale della Nigeria appartenente allo stato di Zamfara. 
È capoluogo dell'omonima area a governo locale (local government area) che si estende su una superficie di 1.698 km² e conta una popolazione di 266.008 abitanti.